# Cocconotus banksi
Cocconotus banksi är en insektsart som först beskrevs av Morgan Hebard 1927.  Cocconotus banksi ingår i släktet Cocconotus och familjen vårtbitare. Inga underarter finns listade i Catalogue of Life.